# Bucky O'Hare (personaje)
Bucky O'Hare es un personaje de ficción y el protagonista de una serie de cómics del mismo nombre, así como un spin-off que incluía una serie de televisión, juguetes y diferentes videojuegos. Fue creado por el escritor de cómics Larry Hama y por Michael Golden entre 1978 y 1979, y debutó para el público en Echo of Futurepast #1 en mayo de 1984.
La historia de Bucky O'Hare sigue un universo paralelo (el aniverso), donde una guerra está en curso entre el poco inepto United Animals Federation (a cargo de los mamíferos) y el siniestro Toad Empire. El Toad Empire está dirigido por un sistema informático conocido como KOMPLEX, que les ha lavado el cerebro a la población sapo.

## Visión de conjunto
La historieta de Bucky O' Hare fue publicada por primera vez por Continuity Comics, en forma de cómic a mediados de la década de 1980, que aparece en la serie de antología Echo of Futurepast, con Hama como escritor y Michael Golden como dibujante. La serie fue recogida más tarde en una novela gráfica de gran tamaño. Hama hizo uno segundo del mismo nombre, que nunca se publicó.
El cómic generó una serie de televisión animada, entre septiembre de 1991 y enero de 1992, junto con una serie de figuras de acción.
Un videojuego basado en el cómic Bucky O' Hare fue desarrollado por Konami para Nintendo Entertainment System y salió en 1992, y uno para arcade del mismo nombre, también fue lanzado.

## Apariciones

### Series de televisión y apariciones
- Bucky O'Hare and the Toad Wars (serie de televisión - 1991-92): fue una serie de televisión animada que se emitió en 1991, donde Bucky O' Hare es el protagonista del cómic.
- En Death Battle : El episodio Fox VS Bucky (de 2013), Bucky O'Hare es uno de los combatientes.
- En Pollo Robot: El episodio Noidstrom Rack (de 2014), Bucky O'hare le contesta al computador, pero se entra al cuarto y vuelve, lo explotó.

### Videojuegos
- Bucky O' Hare (LCD Game - 1991)
- Bucky O' Hare (NES - 1992)
- Bucky O' Hare (Arcade - 1992)

### Cómics
- Echo of Furutepast (Continuity Studios - julio de 1984 a julio de 1985)
- Bucky O' Hare (Continuity Studios - enero de 1991 a marzo de 1992)